# スヴェティ・アンドラジュ・フ・スロヴェンスキフ・ゴリツァフ
スヴェティ・アンドラジュ・フ・スロヴェンスキフ・ゴリツァフ（Sveti Andraž v Slovenskih goricah, ドイツ語：Sankt Andrä in Windisch-Büheln）は、スロベニアの市である。スロベニア丘陵の中央部に位置する。伝統的な地方区分におけるシュタイエルスカ地方にある基礎自治体であり、スロベニアの統計上の地方区画ではドラヴァ地方に含まれている。市庁はVitomarciの集落に置かれており、この地名の由来としてvoditeljemに率いられたスラブ人の一団がこの地に定住したことからVitomarciと名付けられたという伝承が伝わっている。
元はプトゥイ市に属していたが、1995年に市の再編によってプトゥイ市から分割されたデストルニク・トルノフスカ・ヴァス市に属することとなり、更に1998年にデストルニク・トルノフスカ・ヴァス市がデストルニク市、トルノフスカ・ヴァス市およびスヴェティ・アンドラジュ・フ・スロヴェンスキフ・ゴリツァフ市の3市に分割されて独立した市となった。
市名の「スヴェティ・アンドラジュ・フ・スロヴェンスキフ・ゴリツァフ」の意味は「スロベニア丘陵の聖アンデレ」である。この地域はプトゥイの聖ペトロ教区に含まれており1513年にこの地域に初めて建てられた教区教会も聖ペトロ教会であったが、1756年に市民の要望により聖アンデレに捧げられた教区教会が独立して設立され、1757年に当時のオーストリア大公であったマリア・テレジアから新たな教区の設立が承認された。市章は聖アンデレ十字を表す二本の道の交点に建つ白い教会と金のブドウの蔓と房が描かれた盾形紋章である。

## 集落
スヴェティ・アンドラジュ・フ・スロヴェンスキフ・ゴリツァフは以下の7つの集落からなっている。
- Drbetinci (en:Drbetinci)
- Gibina (en:Gibina, Sveti Andraž v Slovenskih Goricah)
- Hvaletinci (en:Hvaletinci)
- Novinci (en:Novinci)
- Rjavci (en:Rjavci)
- Slavšina (en:Slavšina)
- Vitomarci (en:Vitomarci)